# ناناپ، استرالیای غربی
ناناپ (به انگلیسی: Nannup) یک شهرک در استرالیا است که در استرالیای غربی واقع شده‌است.